# Raúl González Blanco
Raúl González Blanco, född 27 juni 1977 i Madrid, är en före detta  spansk fotbollsspelare (anfallare). Raul är en stor ikon i den spanska klubben Real Madrid i vilken han debuterade redan som 17-åring år 1994, efter uteblivet förtroende från tränaren i grannklubben Atletico Madrid. År 2003 tog Raul även över lagkaptensbindeln efter att Fernando Hierro lämnat klubben. Efter tiden i Real Madrid spelade han för tyska klubben Schalke 04. Under tiden i Real Madrid spelade han totalt 741 matcher och gjorde 323 mål, han har klubbrekordet för antalet matcher, antalet mål i ligan och antalet mål totalt. Under tiden i klubben vann han ligan sex gånger och Champions League tre gånger, 1998, 2000 och 2002. 
Han har spelat fler än 100 matcher för det spanska landslaget och är dess näst bästa målskytt genom tiderna med sina 44 mål, endast slagen av David Villa. Han representerade Spanien i VM 1998, EM 2000, VM 2002, EM 2004 och VM 2006.

## Spelarkarriär
Raúl är också La Ligas 7:e bästa målskytt, med 223 gjorda mål. Alla dessa mål gjordes i Real Madrids tröja, Raul är den näst bäste målgöraren i Real Madrids historia efter Cristiano Ronaldo med sina totalt 316 mål. Det tidigare rekordet hölls av den legendariske spelaren Alfredo Di Stéfano.
När han spelar har han på sig tröja nr 7 både för Schalke 04 och när han spelade i landslaget (Förutom VM 1998 och EM 2000, då hade han tröja nr 10 för Spanien.) Han bar tröja nr 7 för Real Madrid från att han var 19 år tills han lämnade för Schalke 04.
Hans sista kontrakt med Real Madrid gällde till 2011 och skulle förlängts med ett år om han spelade 30 officiella matcher för klubben under kontraktets sista år. Trots att han uppfyllde detta lämnade han Real Madrid sommaren 2010.
När han gjorde Schalkes mål i 1-1-matchen mot Valencia i Champions League den 15 februari 2011 blev han med sina totalt 71 mål i europacupsammanhang. Han gjorde det första målet i returmötet mot Inter och säkrade då Schalke 04 en semifinalplats i UEFA Champions Leugue 2010/2011.
Han gjorde sitt 400:e mål den 19 februari 2012, när han gjorde 1–0-målet i en match mot VfL Wolfsburg som Schalke slutligen vann med 4–0.
Den 22 augusti 2013 anordnades en hyllningsmatch på Santiago Bernabeu av Rauls forna klubb Real Madrid till hans ära. Matchen spelades mellan Real Madrid och hans nuvarande klubb Al Sadd och Raul gjorde då comeback i Real Madrid tröjan med sitt signaturnummer 7 på ryggen, som Cristiano Ronaldo lånat ut till honom. Real Madrid vann matchen med 5-0 och Raul inledde målskyttet i den 22:a minuten. 
Efter en säsong som anfallare i New York Cosmos avslutade Raul sin spelarkarriär den 15 november 2015. 

### Klubbstatistik
| Klubb                                                | Säsong            | Inhemsk liga      | Inhemsk liga | Inhemsk liga | Nat. täv. | Nat. täv. | Internat. täv. | Internat. täv. | Totalt | Totalt |
| Klubb                                                | Säsong            | Serie             | SM           | Mål          | SM        | Mål       | SM             | Mål            | SM     | Mål    |
| ---------------------------------------------------- | ----------------- | ----------------- | ------------ | ------------ | --------- | --------- | -------------- | -------------- | ------ | ------ |
| Real Madrid                                          | 1994–95           | La Liga           | 28           | 9            | 2         | 1         | 0              | 0              | 30     | 10     |
| Real Madrid                                          | 1995–96           | La Liga           | 40           | 19           | 2+2       | 1+0       | 8              | 6              | 52     | 26     |
| Real Madrid                                          | 1996–97           | La Liga           | 42           | 21           | 5         | 1         | 0              | 0              | 47     | 22     |
| Real Madrid                                          | 1997–98           | La Liga           | 35           | 10           | 1+2       | 0+3       | 11             | 2              | 49     | 15     |
| Real Madrid                                          | 1998–99           | La Liga           | 37           | 25           | 2+1       | 0+0       | 8+1            | 3+1            | 49     | 29     |
| Real Madrid                                          | 1999–00           | La Liga           | 34           | 17           | 4         | 0         | 15+4           | 10+2           | 57     | 29     |
| Real Madrid                                          | 2000–01           | La Liga           | 36           | 24           | 0         | 0         | 12+1+1         | 7+1+0          | 50     | 32     |
| Real Madrid                                          | 2001–02           | La Liga           | 35           | 14           | 6+2       | 6+3       | 12             | 6              | 55     | 29     |
| Real Madrid                                          | 2002–03           | La Liga           | 31           | 16           | 2+1       | 0+0       | 12+1           | 9+0            | 47     | 25     |
| Real Madrid                                          | 2003–04           | La Liga           | 35           | 11           | 6+2       | 6+1       | 9              | 2              | 52     | 20     |
| Real Madrid                                          | 2004–05           | La Liga           | 32           | 9            | 1         | 0         | 10             | 4              | 43     | 13     |
| Real Madrid                                          | 2005–06           | La Liga           | 26           | 5            | 1         | 0         | 6              | 2              | 33     | 7      |
| Real Madrid                                          | 2006–07           | La Liga           | 35           | 7            | 1         | 0         | 7              | 5              | 43     | 12     |
| Real Madrid                                          | 2007–08           | La Liga           | 37           | 18           | 1+2       | 0+0       | 8              | 5              | 48     | 23     |
| Real Madrid                                          | 2008–09           | La Liga           | 37           | 18           | 1+2       | 3+0       | 7              | 3              | 47     | 24     |
| Real Madrid                                          | 2009–10           | La Liga           | 30           | 5            | 2         | 0         | 7              | 2              | 39     | 7      |
| Real Madrid                                          | Totalt i klubblag | Totalt i klubblag | 550          | 228          | 51        | 25        | 140            | 70             | 741    | 323    |
| Schalke 04                                           | 2010–11           | Bundesliga        | 34           | 13           | 4+1       | 1+0       | 12             | 5              | 51     | 19     |
| Schalke 04                                           | 2011–12           | Bundesliga        | 32           | 15           | 3+1       | 2+0       | 11             | 4              | 47     | 21     |
| Schalke 04                                           | Totalt i klubblag | Totalt i klubblag | 66           | 28           | 9         | 3         | 23             | 9              | 98     | 40     |
| Al-Sadd                                              | 2012–13           | Q-League          | 0            | 0            | 0         | 0         | 0              | 0              | 0      | 0      |
| Al-Sadd                                              | Totalt i klubblag | Totalt i klubblag | 0            | 0            | 0         | 0         | 0              | 0              | 0      | 0      |
| Antal matcher och mål är korrekt per den 5 maj, 2012 |                   |                   |              |              |           |           |                |                |        |        |

## Privatliv
Raúl gifte sig med ex-modellen Mamen Sanz den 30 juni 1999. De har fyra söner tillsammans: Jorge (2000), Hugo (2002), Héctor och Mateo (2005). Alla söner är döpta efter personer som har påverkat Raúl både som spelare och person.

## Meriter
- VM i fotboll: 1998, 2002, 2006
  - VM-kvartsfinal 2002
  - VM-åttondelsfinal 2006
- EM i fotboll: 2000, 2004,
  - EM-kvartsfinal 2000
  - Gruppspel 2004
- Spanska ligan 6 ggr
- Spanska supercupen 4 ggr
- Uefa Champions League 1998, 2000, 2002
- Uefa Super Cup 1 gång 2002
- Interkontinentalcupen 2 ggr 1998, 2002
- DFB-Pokal 2011
- DFL-Supercup 2011
- Qatar Stars League 2013
- Emir of Qatar Cup 2014